# Tal vez me estoy enamorando
Tal vez me estoy enamorando es el primer álbum en solitario de la cantante chilena Nicole, lanzado a fines de 1989.
A los 12 años Nicole protagonizó uno de los momentos más recordados de la música popular chilena con el himno generacional «Tal vez me estoy enamorando», canción que da nombre al álbum y que fue compuesta por el músico y productor Juan Carlos Duque. La dulce interpretación de la joven cantante y su personalidad conquistaron a un país entero en medio de la transición democrática. La historia del primer amor de la preadolescente (o tween) identificó a jóvenes y niños, y Nicole se convirtió indiscutiblemente en la artista revelación del año. 
La placa “Tal vez me estoy enamorando” (Musicavisión-1989) es actualmente una pieza de colección entre sus seguidores, su edición fue solo en formato casete y actualmente se encuentra descontinuado. Hubo hasta algunos singles en formato de vinilo.
Tal vez me estoy enamorando tuvo un éxito local e hizo que Nicole fuera la nueva promesa musical chilena, éxitos como '¿Qué está pasando en mí?' y 'Príncipe Azul', fueron la muestra del talento real que ofrecía la pequeña. 
Nicole fue galardonada con importantes premios locales de la época, y el álbum se convirtió en Disco de Oro al vender más de 15.000 copias.
El álbum fue fabricado en aquel entonces por CBS Records Chile Ltda., hoy con el nombre de Sony Music. Bajo el nuevo nombre de esta discográfica, hubo posteriores reediciones a principios de los años 1990.

## Lista de canciones
| N.º   | Título                          | Escritor(es)              | Duración |  |
| 1.    | «Tal vez me estoy enamorando»   | Juan Carlos Duque         | 3:26     |  |
| 2.    | «Mi primer amor»                | Duque                     | 2:12     |  |
| 3.    | «Dejen un lugar»                | Duque                     |          |  |
| 4.    | «Bicicletas»                    | Álvaro Scaramelli         | 2:57     |  |
| 5.    | «Mi fantasía eres tú»           | Juan Andrés Ossandón      | 3:01     |  |
| 6.    | «¿Qué hacer para conquistarlo?» | Duque                     | 3:00     |  |
| 7.    | «¿Qué está pasando en mí?»      | Víctor Arriagada          | 4:14     |  |
| 8.    | «Mis amigos de verano»          | Tito Acuña, Checho Hirane | 2:58     |  |
| 9.    | «Detrás de mi puerta»           | Acuña, Hirane             | 4:00     |  |
| 10.   | «Príncipe azul»                 | Duque                     | 3:07     |  |
| 33:23 |                                 |                           |          |  |